# Castell (geslacht)

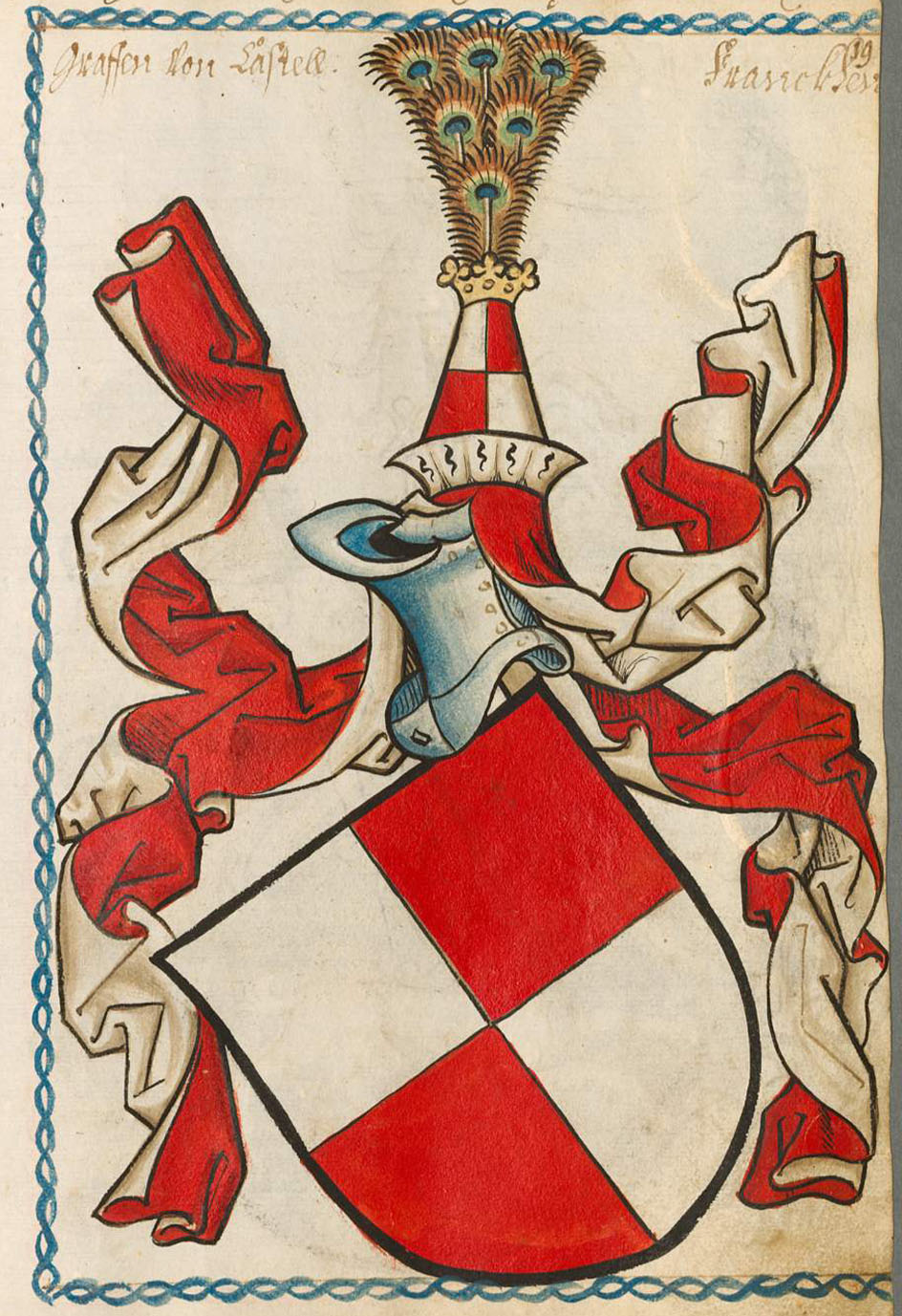

Castell is een Frankisch graven- en vorstengeslacht.

## Geschiedenis
De eerste bekende telg van het geslacht is een zekere Rupreth de Castello, die in 1091 werd vermeld. Graaf Willem I van Castell verkreeg in 1398 van keizer Wenceslaus het muntrecht. In het midden van de zestiende eeuw werd in het graafschap Castell de Reformatie ingevoerd. In 1597 ontstonden door opsplitsing de linies Castell-Rüdenhausen en Castell-Remlingen. Van deze laatste linie splitste zich in 1668 de tak Castell-Castell af.
De Castellse graafschappen werden in 1806 gemediatiseerd en vielen sindsdien onder de soevereiniteit van Beieren. Door het huwelijk van Alexander zu Castell-Rüdenhausen met Ottilie von Faber, kleindochter en erfgename van de potlodenfabrikant Lothar von Faber, ontstond in 1898 de tak Faber-Castell, die tot op heden Fabers imperium voortzet. De takken Castell-Castell en Castell-Rüdenhausen werden in 1901 in de Beierse vorstenstand verheven. Het Nederlandse kasteel Twickel in Delden wordt bewoond door afstammelingen van de tak Castell-Rüdenhausen.

## Castell-Castell

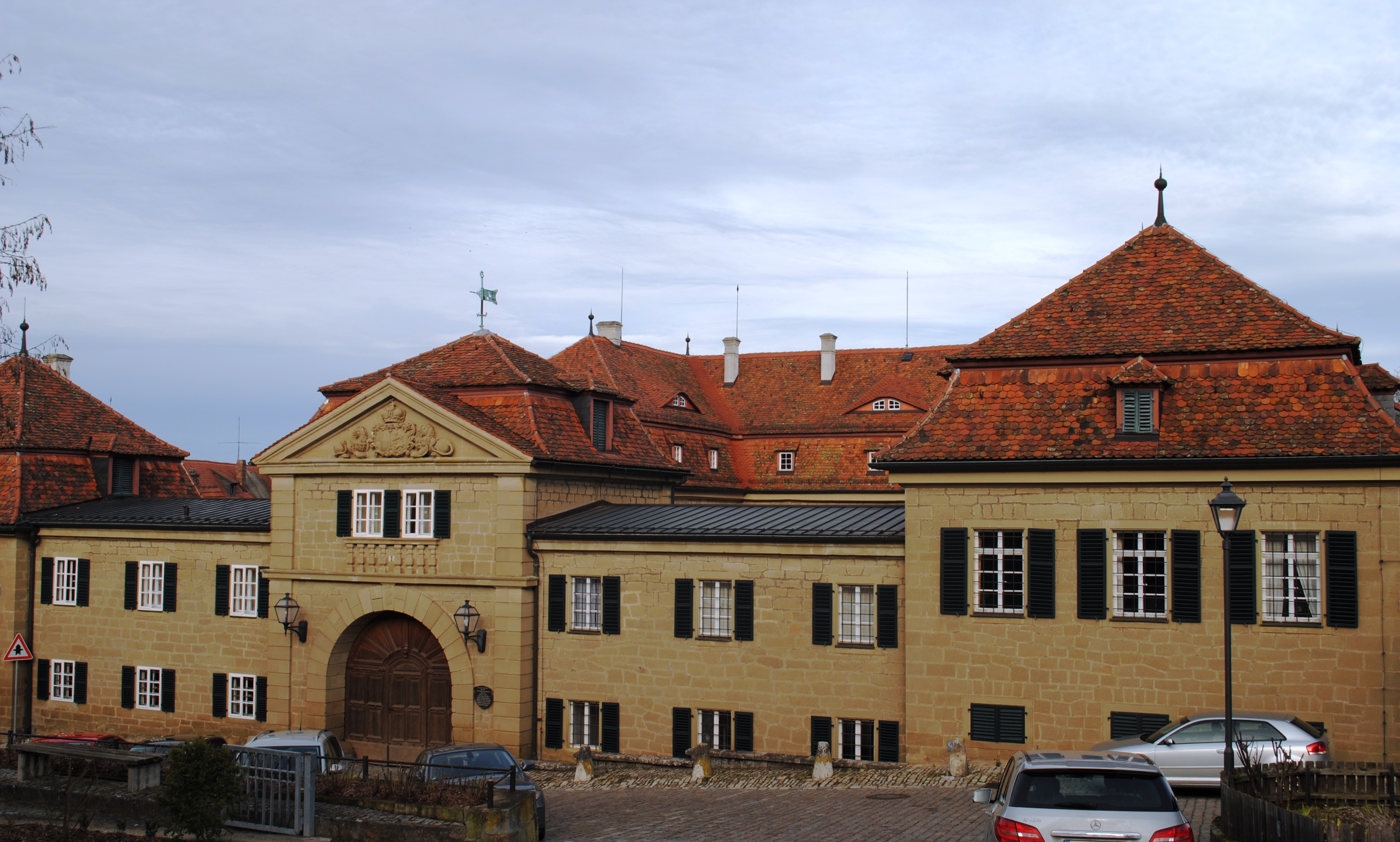
Schloss Castell

Friedrich Carl 1e vorst zu Castell-Castell (1864-1923), in 1901 verheven tot vorst in Beieren
- Carl 2e vorst zu Castell-Castell (1897-1945), gesneuveld bij Ronov
  - Albrecht 3e vorst zu Castell-Castell (1925-2016); trouwde in 1951 met Marie-Louise Prinzessin zu Waldeck und Pyrmont (1930), lid van de familie Zu Waldeck und Pyrmont
    - Ferdinand 4e vorst zu Castell-Castell (1965)

## Castell-Rüdenhausen

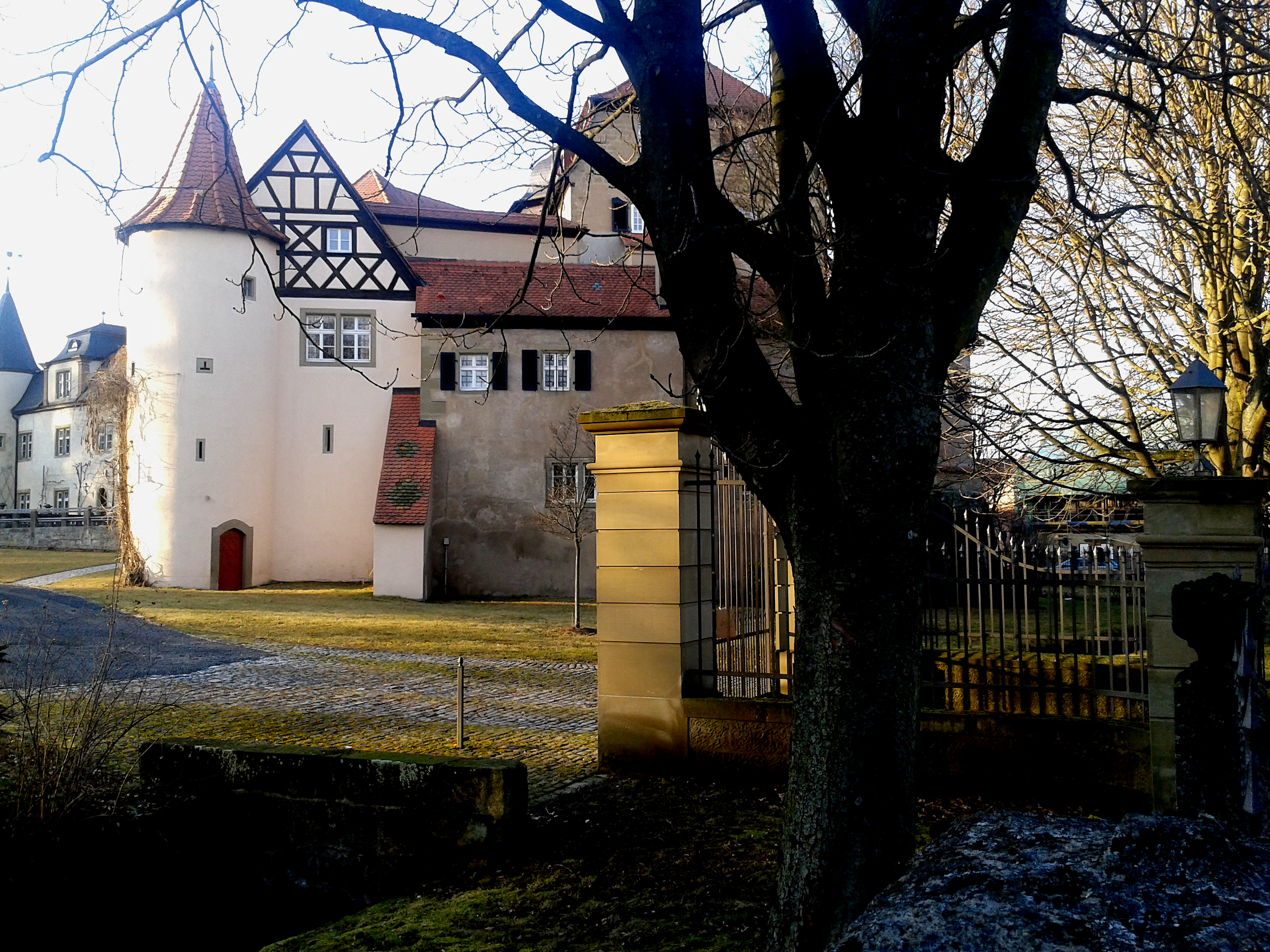
Slot Rüdenhausen

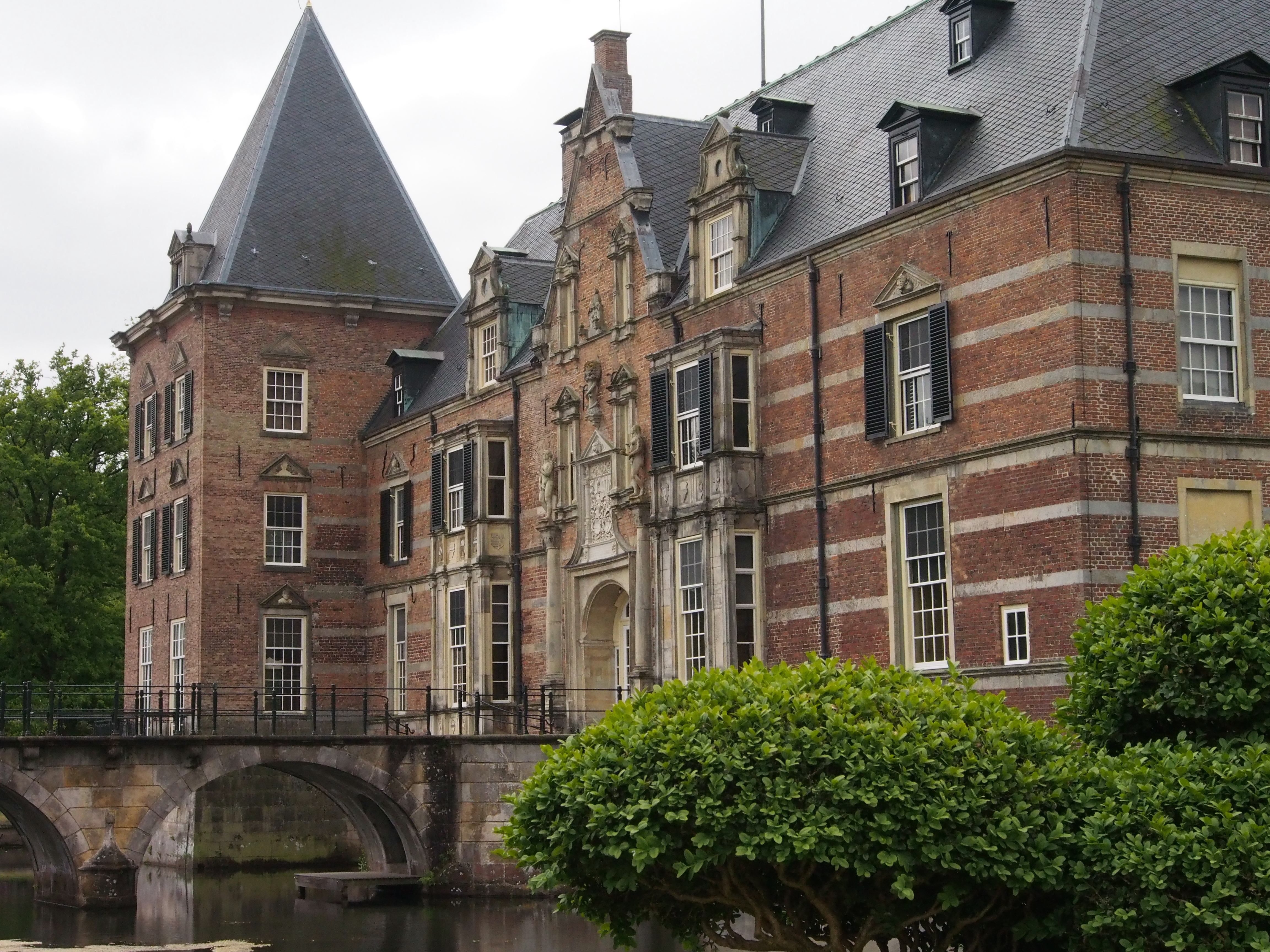
Kasteel Twickel Ambt Delden

Wolfgang 1e vorst zu Castell-Rüdenhausen (1830-1913), in 1901 verheven tot vorst in Beieren
- Casimir 2e vorst zu Castell-Rüdenhausen (1861-1933); trouwde in 1905 met Mechtild gravin Bentinck (1877-1940), lid van de grafelijke tak van de familie Bentinck, eigenaars van onder andere kasteel Middachten
  - Rupert 3e vorst zu Castell-Rüdenhausen (1910-circa 1944), gesneuveld/vermist
  - Siegfried 4e vorst zu Castell-Rüdenhausen (1916-2007)
    - Johann-Friedrich 5e vorst zu Castell-Rüdenhausen (1948-2014), bankier, lid van de bankiersfirma van de vorstelijke Castell'schen Bank
      - Otto 6e vorst zu Castell-Rüdenhausen (1985), bankier, lid van de bankiersfirma van de vorstelijke Castell'schen Bank

    - Donata Gräfin zu Castell-Rüdenhausen (1950-2015); trouwde op 25 mei 1975 met Louis Ferdinand van Pruisen (1944-1977), een achterkleinzoon van de laatste Duitse keizer Wilhelm II, en in 1991 hertrouwde ze met Frederik August van Oldenburg (1936-2017), een zoon van erf-groothertog Nicolaas van Oldenburg
    - Christian Graf zu Castell-Rüdenhausen (1952-2010), bankier en verzekeraar; trouwde in 1977 de Nederlandse Roline Hintzen (1952-2024), lid van de familie Hintzen, had vanaf 1975 het woonrecht van kasteel Twickel, en bewoonde het tot aan zijn dood
      - Roderik Graf zu Castell-Rüdenhausen (1980), architect, heeft sinds 2010 het woonrecht op kasteel Twickel, en bewoont sindsdien met zijn gezin een deel van het huis